# Cantone di Auterive
Il Cantone di Auterive è una divisione amministrativa dell'Arrondissement di Muret.
A seguito della riforma approvata con decreto del 13 febbraio 2014, che ha avuto attuazione dopo le elezioni dipartimentali del 2015, è passato da 11 a 47 comuni.

## Composizione
Gli 11 comuni facenti parte prima della riforma del 2014 erano:
- Auribail
- Auterive
- Beaumont-sur-Lèze
- Grépiac
- Labruyère-Dorsa
- Lagrâce-Dieu
- Mauressac
- Miremont
- Puydaniel
- Venerque
- Le Vernet

Dal 2015 i comuni appartenenti al cantone sono i seguenti 47:
- Auribail
- Auterive
- Bax
- Beaumont-sur-Lèze
- Bois-de-la-Pierre
- Canens
- Capens
- Carbonne
- Castagnac
- Caujac
- Cintegabelle
- Esperce
- Gaillac-Toulza
- Gensac-sur-Garonne
- Goutevernisse
- Gouzens
- Grazac
- Grépiac
- Labruyère-Dorsa
- Lacaugne
- Lafitte-Vigordane
- Lagrâce-Dieu
- Lahitère
- Lapeyrère
- Latour
- Latrape
- Lavelanet-de-Comminges
- Longages
- Mailholas
- Marliac
- Marquefave
- Massabrac
- Mauressac
- Mauzac
- Miremont
- Montaut
- Montbrun-Bocage
- Montesquieu-Volvestre
- Montgazin
- Noé
- Peyssies
- Puydaniel
- Rieux-Volvestre
- Saint-Christaud
- Saint-Julien-sur-Garonne
- Saint-Sulpice-sur-Lèze
- Salles-sur-Garonne